# Nemesbőd
Nemesbőd község Vas vármegyében, a Szombathelyi járásban.

## Fekvése
A falu a Gyöngyös-sík középső részén fekszik, Szombathely kelet-északkeleti vonzáskörzetében, a város központjától 10 kilométerre.
A határos települések: észak-északkelet felől Vasszilvágy, kelet felől Vát, dél felől Vép, északnyugat felől pedig Vassurány. Csak kevés híja van, hogy közigazgatási területe nem határos nyugat felől még Szombathely Zanat nevű városrészével is.

### Megközelítése
Legfontosabb közúti megközelítési útvonala a 86-os főút, amely a lakott területének déli széle mellett halad el, azon érhető el Szombathely és Csorna felől is. Áthalad a külterületein az M86-os autóút is, amelynek itt egy csomópontja is van, a Véptől a falu délnyugati határszéléig húzódó 8445-ös út keresztezésénél. A község belterületén, annak főutcájaként a 86 117-es számú mellékút húzódik végig.
Vasútvonal nem érinti; a legközelebbi vasúti csatlakozási lehetőséget a Hegyeshalom–Porpác-vasútvonal és a Székesfehérvár–Szombathely-vasútvonal közös szakaszának Vép vasútállomása kínálja, mintegy 4,5 kilométerre délre.

## Nevének eredete
Neve a magyar Bőd személynévből származik, melynek előzménye az ótörök bő (jelentése: ’nemzetségfő’) főnév, előtagja köznemesi lakosságára utal. A „Bőd” név legkorábbi említése a magyar történelemben:
Anonymus, Gesta HungarorumCsongrádnál a „bődi réven” keltek át Árpád hadai 895-ben a Tiszán. (Anonymus a XIII. században írta a gestát, így személyesen ismerhette „Bőd”/„Beud”-öt, mivel Nemesbődöt 1226-ban „Beud” néven, míg Erdélyben Bődöt 1214-ben „Beud” néven említették először az okiratokban. – SzDMon. II. 263)
Szent Gellért legendaFehérvárról sietett fogadni a Kijevből hazatért András herceget Szent Gellért püspöktársaival, Bőddel és Beneta/Beszteréddel, valamint Szolnok főúrral, és a Szent Szabina templom lakóházában (Kamaraerdő, Kőérbeki-nyúlvány) éjszakáztak 1046. szeptember 24-én. Másnap indultak a Pesti révhez, ahol a három főpapot és Szolnok főispánt tőrbe csalták. (Bőd egyike volt az első magyar püspököknek – ha nem az első –, mert Beneta/Beszteréd Nyitra szláv származású püspöke volt. Gellértet Szent István hívta vissza bakonybéli remeteségéből, amikor Ajtonyt leverte és kinevezte Marosvár püspökének. Itt találkozhatott először Gellért Szent Bőddel, amit bizonyíthat az „Erdélyi fogadó bizottság”: Gellért, Bőd és Szolnok  főispán.)
Kalász Elek dr. S. O. Cist.„ … a másik Szentgotthárd a Rába völgyében. Nem csekély jelentőségű, hogy ez az utóbbi, a német határon fekvő apátság a magyarlakta belső területekről kapja embereit. Népei között már Imre király 1194.-i oklevele ilyen nevűeket sorol fel: Arud, Bek, Bika, Bodor, Bogard, Bőd, Bulcsu, Cseke, Csom, Csuda, Csuk, Négy, Pete, Szolgad, Szombat, Varsa, Varo.” (Vázlatok a magyar földön 800 éves ciszterci rend múltjából, a Ciszterci Rend Bajai III. Béla Gimnáziumának 1942-43. évi Évkönyvéből)
Az eredeti Bőd alakhoz járult a „Nemes” előtag jelezvén, hogy a községben nagyszámú kisnemes élt.

## Története
A község területe ősidők óta lakott, határában vaskori és római emlékeket találtak. A települést 1226-ban Beud néven említik először. 1344-ben „Bud”, 1356-ban „Bod”, 1387-ben „Altalbeud”, 1418-ban „Beud”, 1441-ben „Bwd”, 1444-ben „Bewd”, 1449-ben „Beed”, 1460-ban „Bed”, 1872-ben „Bőd”, („Buiding”). (Megj: A Kárpát-medencében három, a mai nevében hordzó, „Beud”/„Bőd” helység található: Nemesbődön kivül Kassától 16 km-re keletre „Magyarbőd”/„Bidovce” és Erdélyben – Szolnok-Doboka megye – „Bőd”/„Beudiu”.) Mint neve is mutatja, kisnemesi község volt. Főbb birtokosai a Váti, Bődi, Czycz és Tompa családok voltak. Templomát 1344-ben említik először, a 16. században az evangélikusoké lett. A katolikusok csak 1674-ben szerezték vissza.
1626-ban itt tartottak gyűlést Vas, Veszprém és Zala vármegyék rendei. A Dömölky, majd 1747-től a Békássy családnak volt nagy birtoka a községben.
Vályi András szerint „Bőd. Elegyes falu Vas Vármegyében, birtokosai külömbféle Urak, fekszik Szombathelytöl más fél mértföldnyire, apró marhákkal kereskednek, Béts Városába hordozván azokat nyereség végett. Határja síkos, és jól termő, réttyei gazdagok, fájok elég van, legelőjök nem leg jobb; de ezt helyre hozzák jó tavaszi vetéseik, vagyonnyaiknak eladására meglehetős módgyok, első Osztálybéli.”
Fényes Elek szerint „Bőd, magyar falu, Vas vgyében, 654 kath., 8 evang. lak., kik szárnyas állatokkal Bécsbe jutalmas kereskedést űznek. Kath. paroch. szentegyház. Gazdag róna határ. F. u. Hegedűs, Vajda, Balla, s más nemesek. Ut. p. Kőszeg.”
1910-ben 749 magyar lakosa volt, Vas vármegye Szombathelyi járásához tartozott.

## Címere
Vas vármegyében a községek névtörzskönyvezését 1907-ben végezték, ettől kezdve hivatalosan már csak az Országos Törzskönyvezési Bizottság által jóváhagyott nevüket feltüntető pecsétet, bélyegzőt használhatták. Ekkor készült a VASVÁRMEGYE NEMESBŐD KÖZSÉG 1907 feliratú bélyegző. Vasvármegye alispáni hivatala összegyűjtötte ugyan a községek régi címeres pecsétnyomóit, de Nemesbőd typariuma nem található meg ezek között a Vas Megyei Levéltár pecsétnyomó gyűjteményében.
Mivel 1907 után Nemesbőd már nem használta régi címeres pecsétjét, ennek megismerésére és rekonstruálása csak levéltári kutatással történhetett. Sem a Mária Terézia féle urbáriális, sem pedig a II. József kori iratok között nem található Nemesbőd község címerével hitelesített dokumentum. A XIX. sz.-i főszolgabírói iratanyagban bukkant fel először 1856-ban kelt községi bizonyítvány, melyen látható a község két-címerpajzsos pecsétlenyomata. A címerképek az elmosódottság miatt nem voltak kivehetőek. Szerencsére az 1862. év iratai között sikerült egy teljesen ép pecsétlenyomatot találni, amelyen világosan kirajzolódik Nemesbőd község címeres pecsétje.
Az 1862. évi adóbizonyítványon látható pecsét leírása:
28x26 mm-es ovális pecsétlenyomat, amelynek közepén egymás mellett álló két csücskös talpú pajzs látható. A címertani jobb oldalon álló pajzsban a magyar kiscímer, a baloldaliban egy szétvetett lábú vitéz látható, jobbjában kivont szablyát emel, amelyen egy török fej átszúrva látható, balját csípőre teszi. Derekán kardhüvely függ. Körirata BEÖDI NEMES KÖZÖNSÉGH PETSETJE. A két pajzsot ötgombos korona kapcsolja össze. Az archaizáló körirat valószínűvé teszi, hogy a pecsétet a XIX. sz. elején feltehetőleg a reformkor időszakában vették használatba, erre utal a magyar nyelvű szöveg is. Maga a pecsét jól tükrözi a község jogállását. Nemesbőd régi kurialista község. A török elleni harcban vérrel szerzett nemességet bizonyító címereslevelek szimbólumát községi címerbe emelő gesztus jelképesen is mutatja ezt.
A címer leírása
Egymás mellé helyezett, függőlegesen álló két csücskös talpú pajzs. A jobb oldaliban a magyar kis címer látható: hasított pajzs, melynek jobb oldala hét vágással négy vörös és négy fehér sávra van osztva, a bal oldalon zöld hármas halmon koronából kiemelkedő, arany kettős kereszt áll. A bal oldali pajzs kék színű, melyben szétvetett lábú, aranyruhás, csizmás, huszárcsákós vitéz áll, jobbjában egy török fejet átszúró szablyát emel, balját csípőre támasztja, derekán kardhüvely lóg.
A két pajzsra ötágú nyílt gombos korona támaszkodik olyan módon, hogy a pajzsok függőleges középtengelyét érinti. A korona színe arany.
A községi zászló színhasználatánál a címerpajzs színei az irányadók. Tekintettel arra, hogy Nemesbőd esetében az egyik pajzs vörös, a másik kék színű, a zászló vörös-arany vagy kék-arany színezetet ölthet. A zászlón az arany színt a sárga helyettesíti.

## Közélete

### Polgármesterei
- 1990–1994: Simon Ferenc (független)[6]
- 1994–1998: Simon Ferenc (független)[7]
- 1998–2002: Simon Ferenc (független)[8]
- 2002–2006: Simon Ferenc (független)[9]
- 2006–2010: Kóczán Lajos (független)[10]
- 2010–2014: Simon Ferenc (független)[11]
- 2014–2019: Simon Ferenc (független)[12]
- 2019–2024: Zsizsik Katalin (független)[13]
- 2024– : Zsizsik Katalin (független)[1]

## Népesség
A település népességének változása:
| Lakosok száma | 612  | 619  | 623  | 618  | 649  | 635  | 645  |
|               | 2013 | 2014 | 2015 | 2021 | 2022 | 2023 | 2024 |

A 2011-es népszámlálás során a lakosok 84,4%-a magyarnak, 0,5% németnek, 0,2% horvátnak, 1,1% románnak mondta magát (15,5% nem nyilatkozott; a kettős identitások miatt a végösszeg nagyobb lehet 100%-nál). A vallási megoszlás a következő volt: római katolikus 67,5%, református 1,9%, evangélikus 0,6%, felekezet nélküli 1,7% (28,1% nem nyilatkozott).
2022-ben a lakosság 94,9%-a vallotta magát magyarnak, 2% németnek, 0,8% horvátnak, 0,5% románnak, 0,2% szerbnek, 0,9% egyéb, nem hazai nemzetiségűnek (5,1% nem nyilatkozott; a kettős identitások miatt a végösszeg nagyobb lehet 100%-nál). Vallásuk szerint 62,1% volt római katolikus, 1,5% evangélikus, 1,2% református, 1,2% egyéb keresztény, 1,5% egyéb katolikus, 3,4% felekezeten kívüli (29% nem válaszolt).

## Nevezetességei
Mihály arkangyal tiszteletére szentelt római katolikus temploma a 14. században épült, 1788-ban teljesen átalakították. 1938-ban két oldalhajóval bővítették, ekkor nyerte el mai formáját.

## Képgaléria

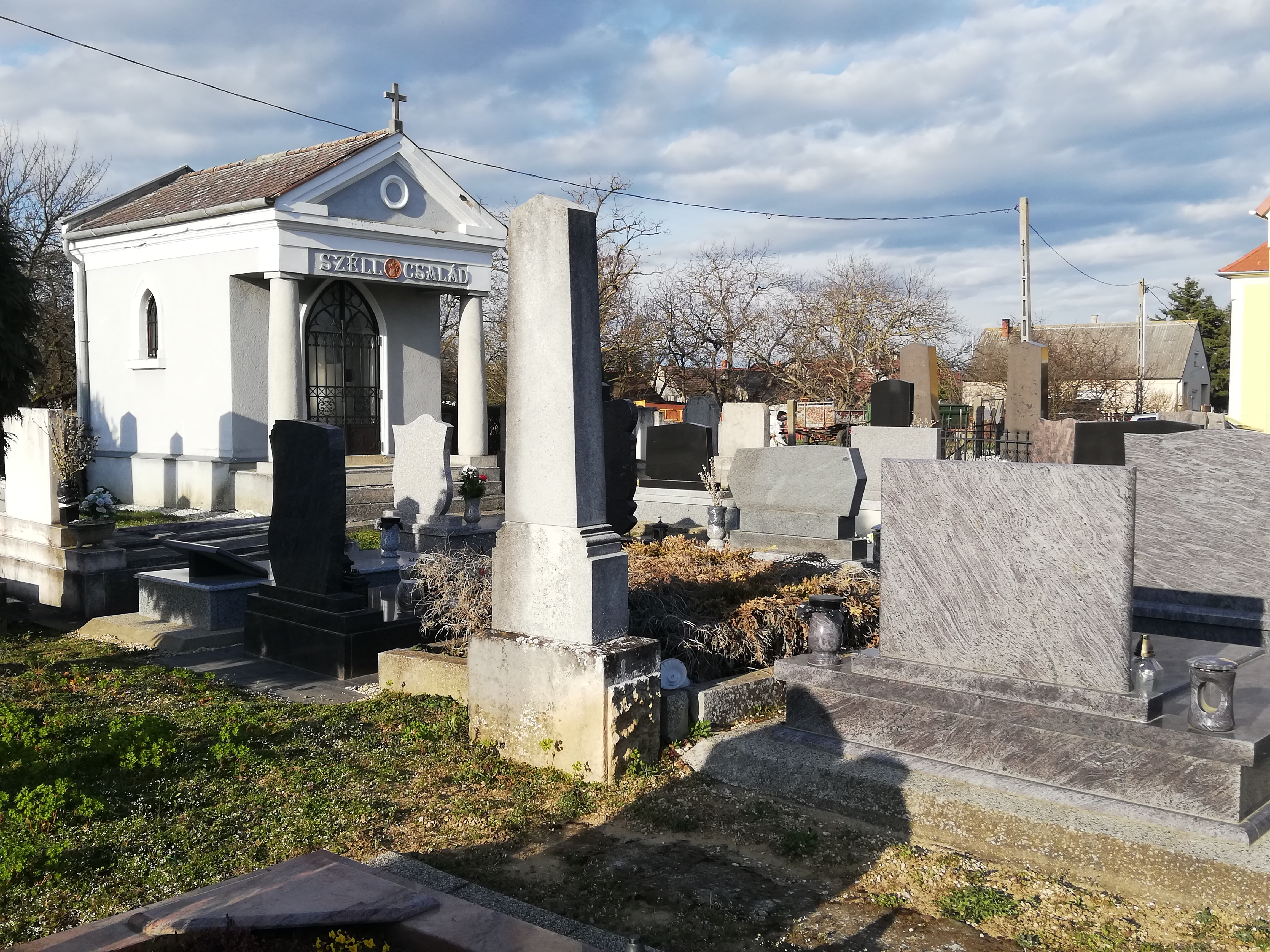
Temetőrészlet
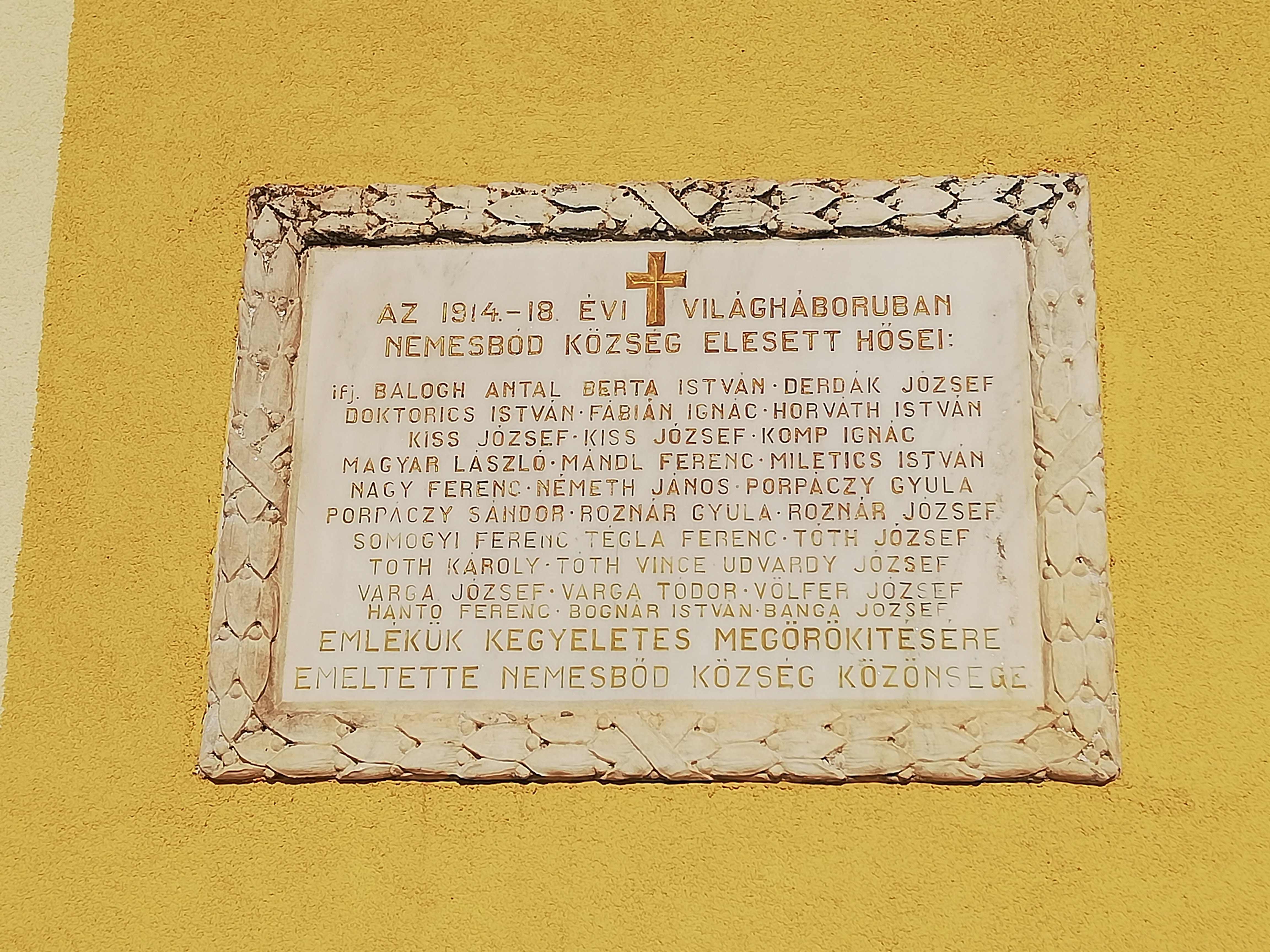
I. világháborús emléktábla a templom homlokzatán
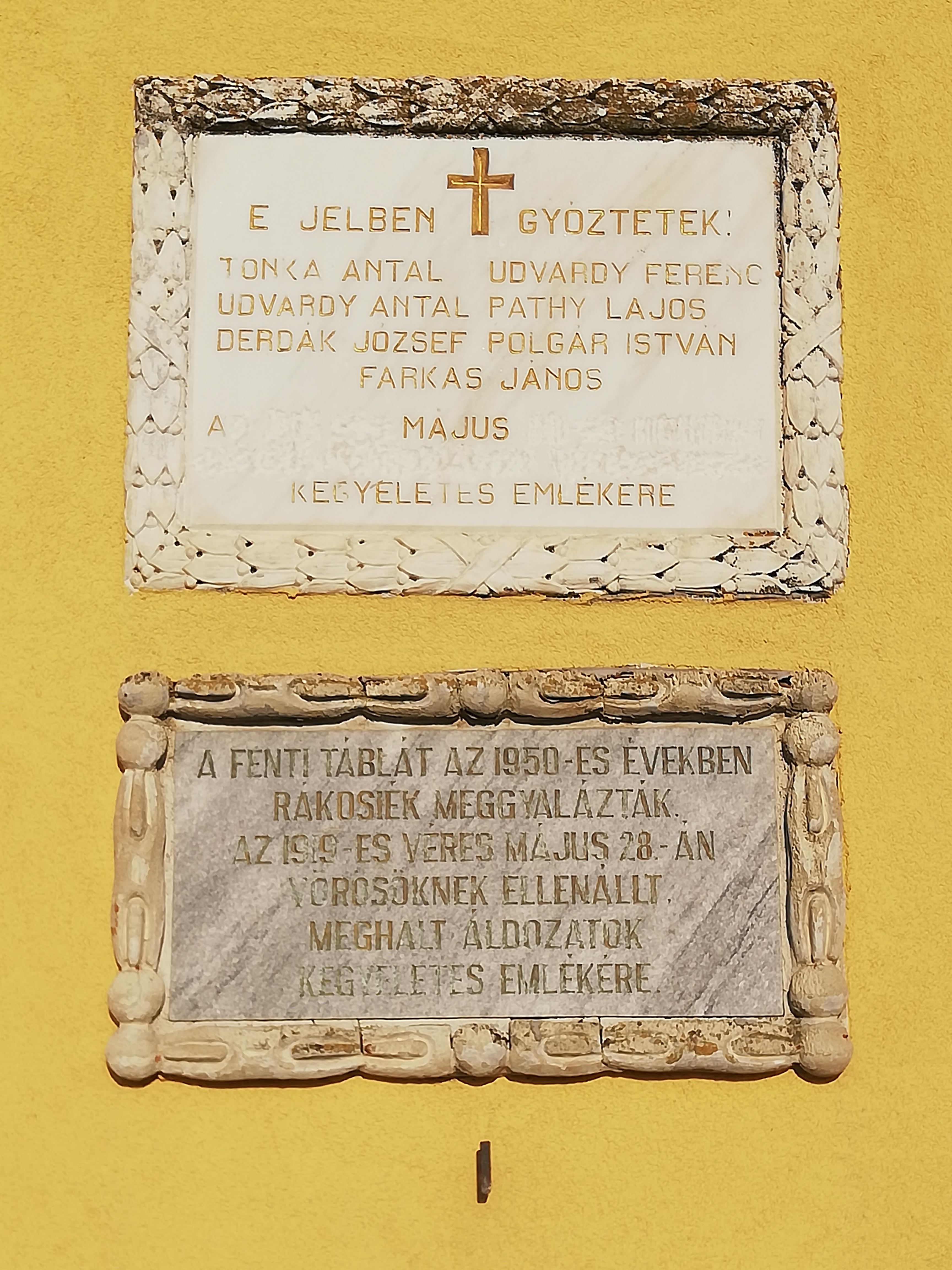
Az 1919-es vörösterror helyi áldozatainak emléktáblája
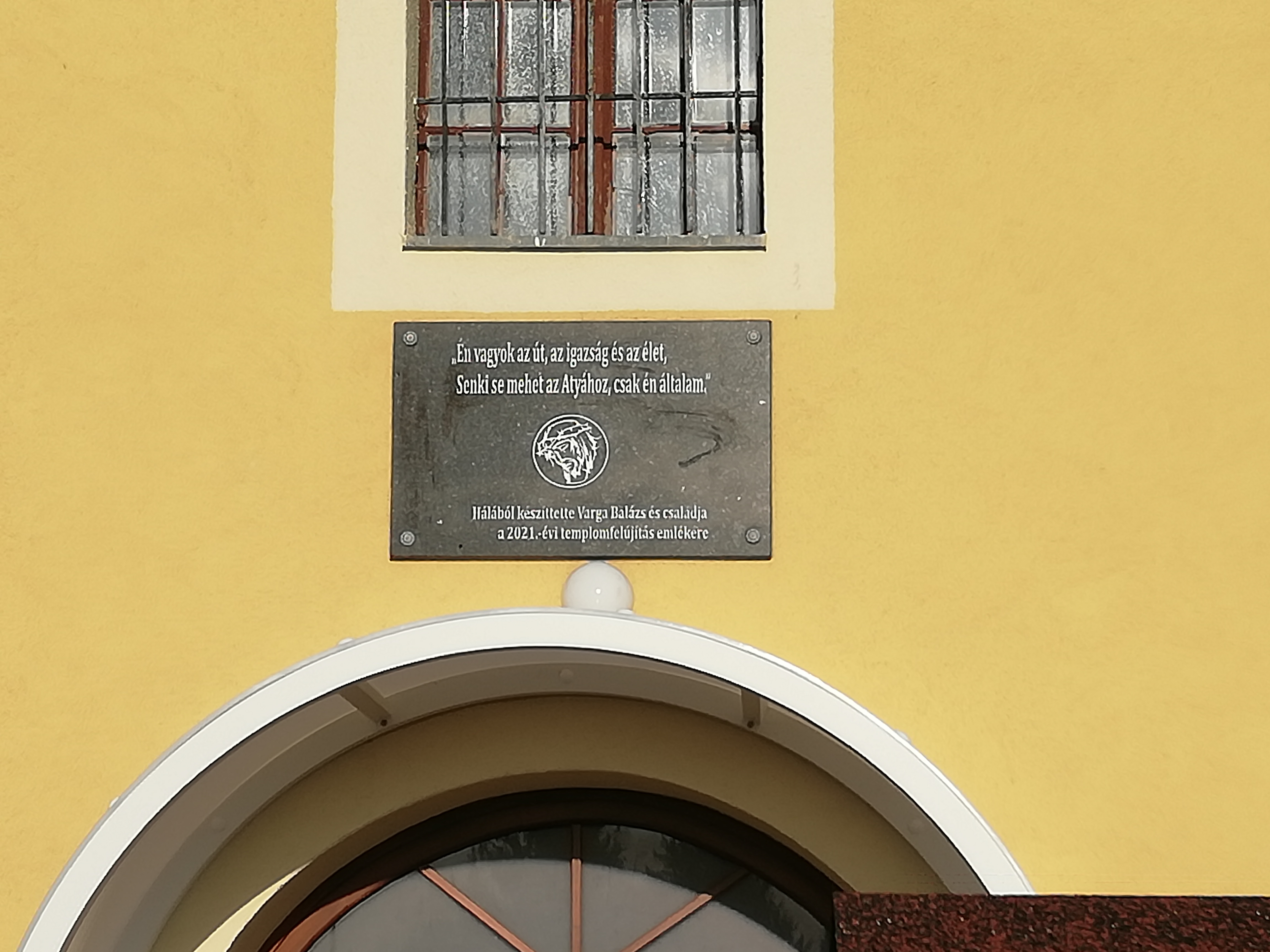
A 2021-es templomfelújítás emléktáblája
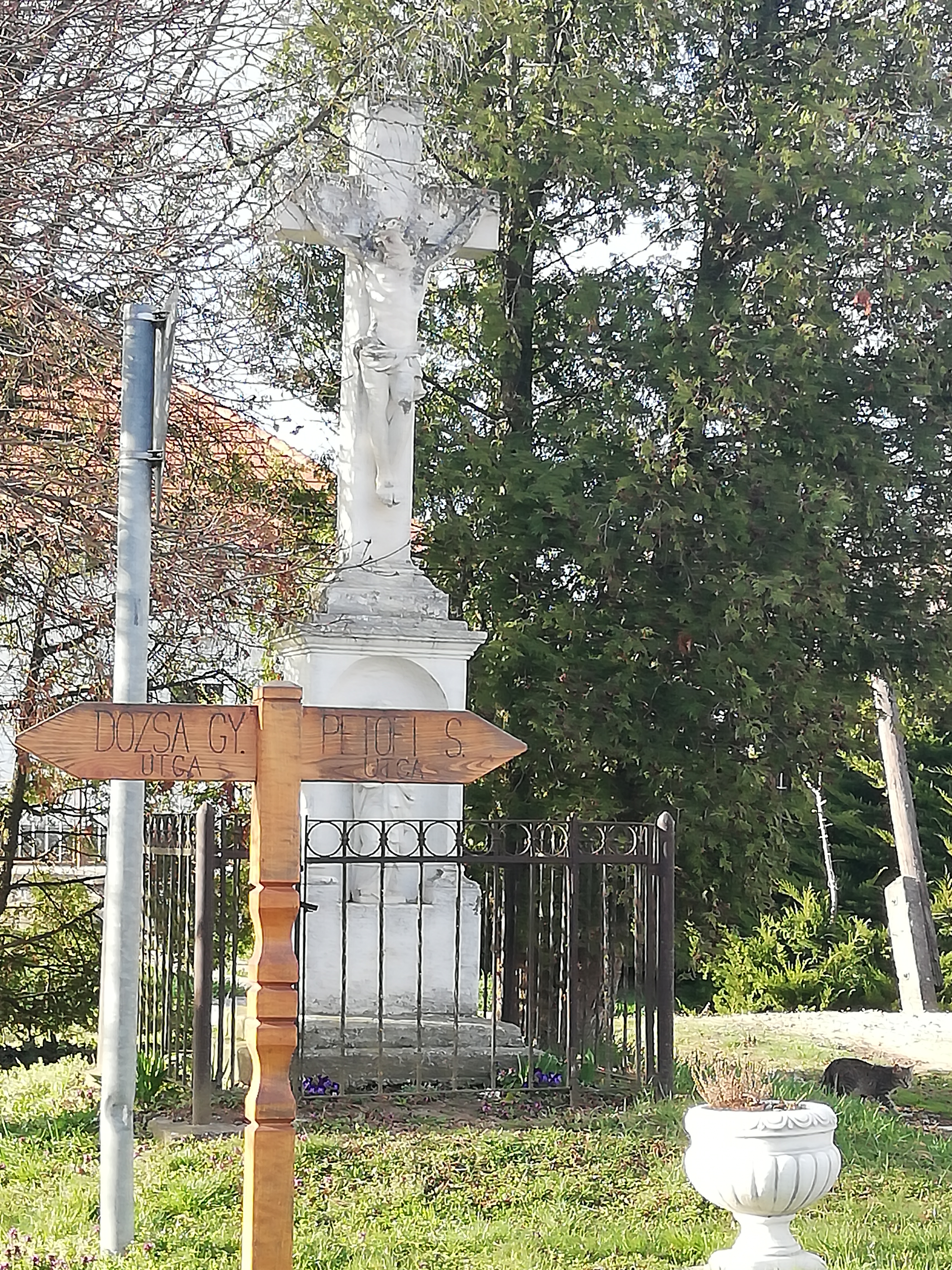
Útszéli kereszt a faluban
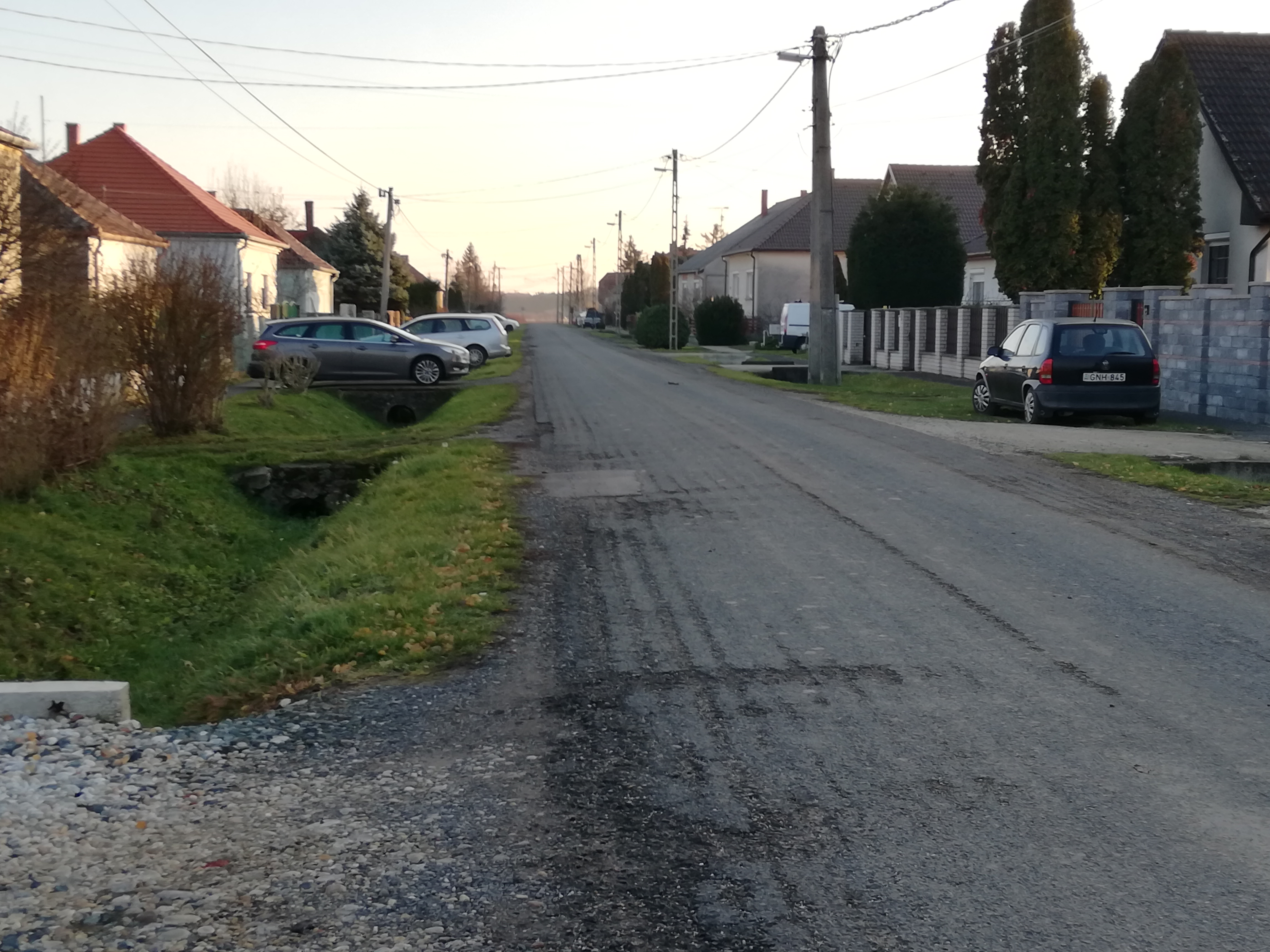
Utcakép (Ady Endre utca)
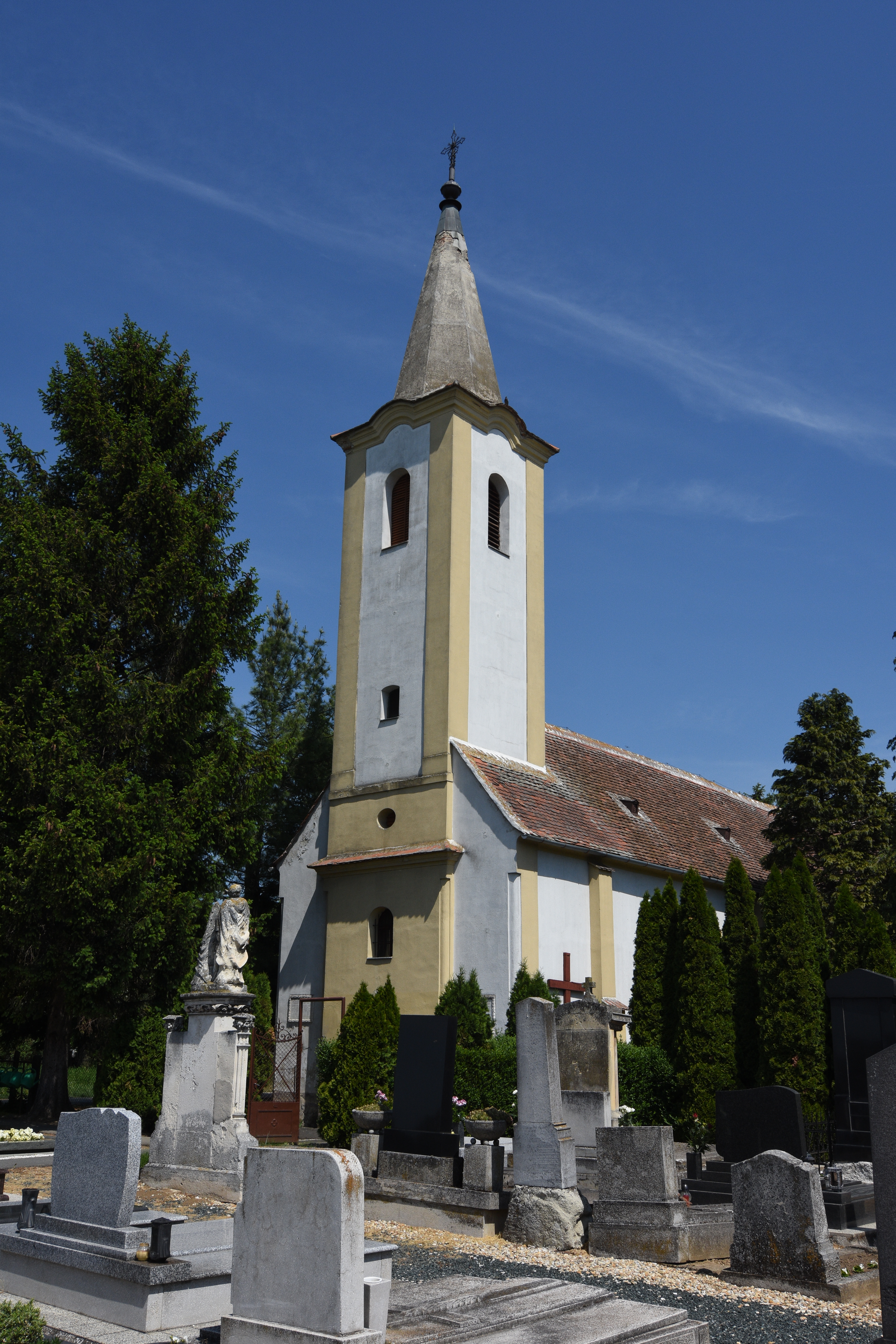
A Szent Mihály-templom (2018-as állapot)
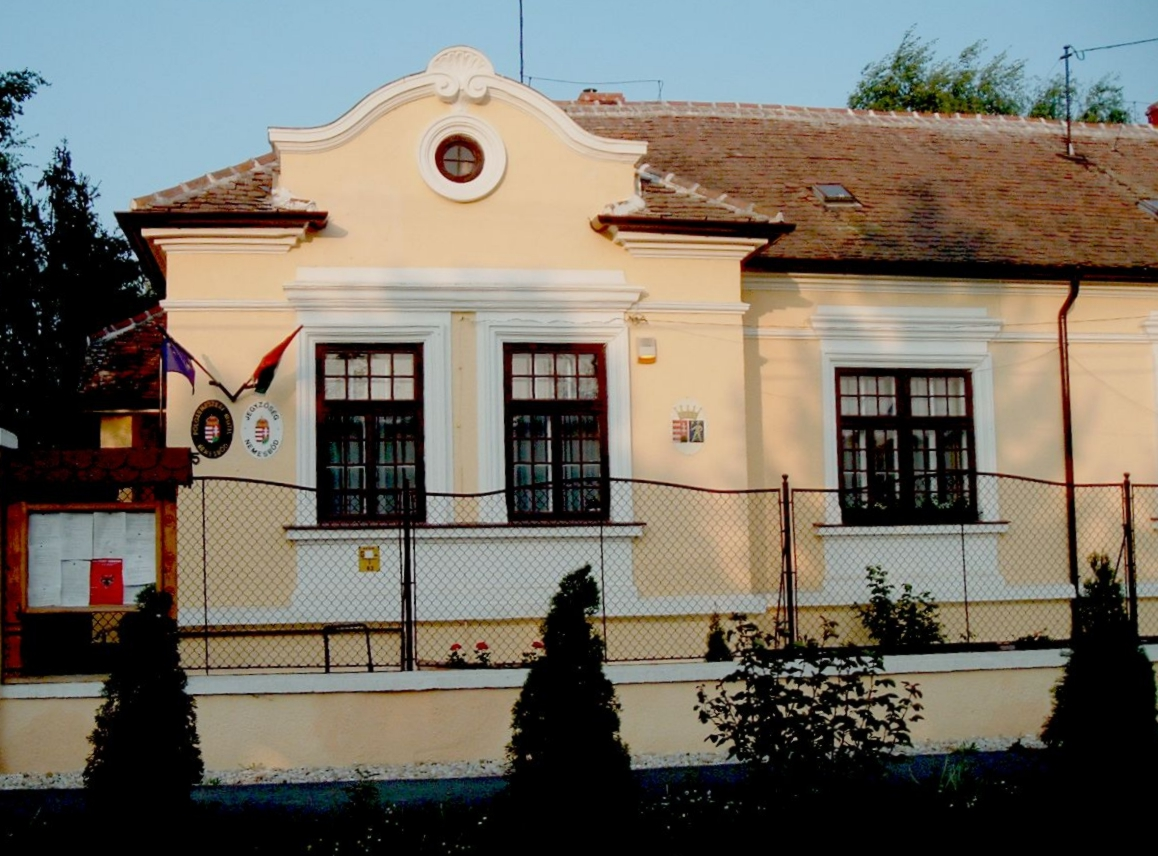
A községháza részlete (2007-es állapot)